# 森田真奈美 (ジャズピアニスト)
森田 真奈美（もりた まなみ、1984年11月23日 - ）は、女性のジャズピアニスト。埼玉県出身。

## 人物
- 1984年、埼玉県に生まれる。
- 4歳でクラシック・ピアノを学び始めたが魅力を感じなかった。そのルールのすべてに耐えられず、レッスンを嫌っていた。しかし、自分で好きなように弾くことだけは得意で、幼い頃から曲を作ってはひとりで弾いて遊んでいた[2]。
- 13歳の時にジャズと出会う。クラシックよりも自由に表現できることを知り、その後のめりこんで独学で学ぶようになる[2]。中学時代はビッグバンド部に所属してベースを担当、高校でも同部に入部するが、ここでジャズピアノへ転向。真剣にピアノを弾き始めるようになった[3]。しかし学生時代も特に洋楽好きというわけではなく、J-POPが好きで、モーニング娘。などをカラオケで歌っているようなタイプだった[3]。
- 2003年に埼玉県立大宮高等学校を卒業後[4]、上智大学外国語学部英語学科に入学。漠然と英語教師かキャビンアテンダントになりたいと思っていた[3]。しかし、尊敬する小曽根真がアメリカのバークリー音楽大学出身だということを知り、2005年に奨学金の制度に応募。音楽の専門的教育を受けたことはなかったが、合格[3]。上智大学を中退してアメリカに行くことを決意する[2]。
- 2006年に渡米、バークリー音楽大学に入学する（専攻はジャズ作曲科）[2]。
- 2007年、バークリーピアノ学科の教授陣から優秀ピアニストに選ばれ、外部からの奨学金 (Mary Jane Earnhart Endowed Scholarship) を受ける[2]。
- 2008年、バークリーのジャズ作曲科の代表として選ばれ、ハーブ・ポマロイ賞 (the Herb Pomeroy Award) を与えられた[2]。
- 2009年、テナーサックス奏者、平山満のバンド「Saxolin」の一員としてハンガリーで開かれた国際コドラーニ・ジャズ・コンペティション (International Kodolanyi Jazz Competition) に参加、第三位に入る。また、同じ大会で個人として優秀演奏者賞 (Outstanding Performer Award) を受賞した[2]。
- 2008年、バークリー音楽大学を卒業[2]。
- 2009年、自主制作アルバム「COLORS」をリリース。
- ロンドンやボストンで活動の後、2010年にニューヨークに移る。
- 2011年4月4日からは、自らが作曲した『I am』がテレビ朝日『報道ステーション』のテーマ曲に採用され[5]、オープニングで流れるようになった（2016年3月末まで）。演奏は、バークリー音楽大学からの仲間で、現在もトリオを組んで一緒に活動しているZak Croxall、Thomas Hartmanと共に行った。
- 2011年11月11日、『報道ステーション』で『I am』を生演奏した。
- 2016年4月よりニッポン放送の土曜朝7時40分からの立教大学の中村陽一教授による「おしゃべりラボ〜しあわせSocial Design」のOP曲を担当。[6]
- 2016年5月、自ら編曲と指揮を担当し、キャリア初となるビッグバンド形態でのライブを慣行。
- 現在はライブ活動に限らず、ミュージックスクールや演劇の伴奏者から、BGM、映画のアシスタントまで、幅広く活動している。
- 尊敬するジャズ・ミュージシャンはミッシェル・カミロ、ミシェル・ペトルチアーニ、パット・メセニー、小曽根真[1]。
- クラシックに興味があり、一番聴いている音楽はモーリス・ラヴェル（2009年現在）。一番好きなアーティストは椎名林檎[3]。

## ディスコグラフィ
いずれもManami Morita名義
- Colors（Rambling RECORDS、RBCP-2423、2009年9月5日発売）
- For You（Rambling RECORDS、RBCP-2491、2010年10月8日発売）
- I am（Rambling RECORDS、RBCP-2584、2011年5月18日発売）

先行して4月4日に、同名アルバムを配信用ミニアルバムとしてiTunesとamazonで配信（内容は異なる）。
- When Skies are Grey（Rambling RECORDS、RBCP-2659、2012年11月7日発売）
- Naked Conversation（Rambling RECORDS、RBCP-2995、2016年6月1日発売）